# Масина (Ајова)
Масина (енгл. Massena) град је у америчкој савезној држави Ајова. По попису становништва из 2010. у њему је живело 355 становника.

## Демографија
Према попису становништва из 2010. у граду је живело 355 становника, што је -59 (-14.3%) становника више него 2000. године.
| Група             | 2000.       | 2010.       |
| Белци             | 412 (99,5%) | 344 (96,9%) |
| Афроамериканци    | 0 (0,0%)    | 1 (0,3%)    |
| Азијати           | 0 (0,0%)    | 0 (0,0%)    |
| Хиспаноамериканци | 1 (0,2%)    | 10 (2,8%)   |
| Укупно            | 414         | 355         |